# Exechocentrus madilina
Exechocentrus madilina is een spinnensoort in de familie van de wielwebspinnen (Araneidae). De spin behoort tot het geslacht Exechocentrus. De wetenschappelijke naam van de soort werd voor het eerst geldig gepubliceerd in 2012 door Scharff & Hormiga.
De soort is endemisch in Madagaskar. Het holotype werd gevonden in Anjozorobe op een hoogte van 1300 meter.